# Encheiridium
Genre
Encheiridium est un genre d'opilions laniatores de la famille des Gonyleptidae.

## Distribution
Les espèces de ce genre sont endémiques du Brésil. Elles se rencontrent dans les États du Minas Gerais et d'Espírito Santo.

## Liste des espèces
Selon World Catalogue of Opiliones (28/08/2021) :
- Encheiridium montanum (Mello-Leitão, 1941)
- Encheiridium ruschii (Mello-Leitão, 1942)

## Publication originale
- Kury, 2003 : « Annotated catalogue of the Laniatores of the New World (Arachnida, Opiliones). » Revista Ibérica de Aracnología, vol. 1 especial monográfico, p. 1–337 (texte intégral).